# بلمونت (ویرجینیا)
بلمونت (به انگلیسی: Belmont) یک منطقهٔ مسکونی در ایالات متحده آمریکا است که در شهرستان لادن، ویرجینیا واقع شده‌است.